# Segebadenhau
Segebadenhau ist ein Ortsteil der Gemeinde Sundhagen im Landkreis Vorpommern-Rügen.

Segebadenhau zwischen 1880 und 1920

## Geografie und Verkehr
Segebadenhau liegt 11,5 Kilometer nordöstlich der Stadt Grimmen, 20,5 Kilometer südöstlich von Stralsund und 12 Kilometer nordwestlich von Greifswald. Westlich des Ortes verläuft die vierstreifig ausgebaute Autostraße B 96. Östlich des Ortes verläuft seit 1863 die Bahnstrecke Greifswald–Stralsund und weiter östlich die ehemalige Bundesstraße 96, die jetzige Bundesstraße 105.

## Geschichte
Nordöstlich von Segebadenhau befindet sich eine relativ große zweigliedrige Turmhügelanlage aus der frühdeutschen Zeit (1230 bis 1400), heute als „Schlossberg“ genanntes noch sichtbares Bodendenkmal. Sie wird als das „castrum Ekbergh“ = Burg Ekberg gedeutet.
Segebadenhau wurde erstmals 1303 als Seghebodenhev urkundlich genannt. In der Urkunde vom 15. Juni 1303 verpflichtete sich das Kloster Eldena gegenüber der Stadt Greifswald zur Erhaltung von Teichen und deren Zuflüsse. Dabei wurde der Ort mit erwähnt, weil der Rienegraben als Nebenfluss des Ryck durch die Feldmark von Segebadenhau floss. Am 4. April 1313 verkauften die Ritter Johann und Bertram sowie die Knappen Johann und Werner (Söhne des Bartholomeus) aus der Familie von Gristow dem Stralsunder Bürger Gerwin Becker Einkünfte aus Segebadenhau, das als Zeghebodenhov in der Urkunde bezeichnet wurde.
Die schwedischen Matrikelkarten von 1697 zeigen den Ort langgestreckt von West nach Ost mit 12 Gebäuden.
Im preußischen Urmesstischblatt (PUM) von 1835 hat sich der Ort beträchtlich vergrößert und war ein gestrecktes 1750 m langes Straßendorf mit einem Pachthof am westlichen Ende. Östlich geht der Ort fast in das Nachbardorf Horst über. Es sind im Ort mehrere Bauernhöfe erkennbar.
1871 hatte das Dorf eine zweigeteilte Statistik: Segebadenhau – Bauerndorf hatte 15 Wohnhäuser mit 22 Haushaltungen und 109 Einwohner, 1867 waren es nur 104. Segebadenhau – Hof hatte 13 Wohnhäuser mit 27 Haushaltungen und 149 Einwohner, 1867 waren es noch 171. Alle waren Mitglied der evangelischen Konfession.
Das Messtischblatt (MTB) von 1880 zeigt ein großes Gut mit westlichem Park und eine Katenzeile nordwestlich des Gutes. In der südwestlichen Feldmark des Bauerndorfes entstanden 5 abgelegene Siedlungshöfe, deren Ländereien an den Höfen wohl, wie damals staatlich angeordnet, den Gütern abgenommen wurden. Im Bauerndorf selbst befand sich nur noch ein Hof. An den Siedlungshöfen etablierte sich jeweils ein Landarbeiterkaten. Das Gut besaß eine Holländerwindmühle. Nördlich, am Turmhügel und dem Rienegraben, wurde ein Forsthaus aufgebaut, dessen Gehöft noch bis heute erhalten ist.
Seit 1896 war Segebadenhau durch die Bahnstrecke Greifswald–Grimmen–Tribsees gut an das Verkehrsnetz angebunden, hatte aber selbst keinen Haltepunkt, dieser befand sich in Horst.
Die MTB von 1920 zeigt nur wenig Veränderung in der Struktur des Dorfes, die Wohnbebauung im Bauerndorf wurde stark reduziert, da sich die Höfe ja weit außerhalb befanden.  Erstaunlich ist, dass das Gut jetzt als Dominal, also Staatsbesitz ausgewiesen wurde, es war ja 1835 als Pachthof und 1880 als Privatgut bezeichnet worden.
Nach dem Zweiten Weltkrieg und der Bodenreform in der Sowjetischen Besatzungszone wurde die Struktur des Dorfes verändert. Einige Wirtschaftsgebäude und der Park des Gutes bleiben erhalten, das Herrenhaus wurden abgeräumt und dafür Neubauernhöfe gebaut. Die außen liegenden Siedlungsgehöfte wurden bis auf eines abgeräumt. Später entstand südöstlich des Dorfes ein Agrarkomplex (LPG), der nach 1990 zu einem größeren Gewerbegebiet ausgebaut und modernisiert wurde.
Am 1. Juli 1950 wurde Segebadenhau nach Horst eingemeindet.
Horst schloss sich am 7. Juni 2009 mit den Gemeinden Behnkendorf, Brandshagen, Kirchdorf, Miltzow, Reinberg und Wilmshagen zur neuen Gemeinde Sundhagen zusammen.

## Sehenswürdigkeiten
- Restgut und Park
- Bodendenkmal Turmhügel Segebadenhau
- Alte Försterei